# Ступницький Обреж
Ступницький Обреж (хорв. Stupnički Obrež) — населений пункт у Хорватії, в Загребській жупанії у складі громади Ступник.

## Населення
Населення за даними перепису 2011 року становило 357 осіб.
Динаміка чисельності населення поселення:

## Клімат
Середня річна температура становить 10,44 °C, середня максимальна – 24,69 °C, а середня мінімальна – -6,22 °C. Середня річна кількість опадів – 946 мм.
| Клімат поселення                              | Клімат поселення | Клімат поселення | Клімат поселення | Клімат поселення | Клімат поселення | Клімат поселення | Клімат поселення | Клімат поселення | Клімат поселення | Клімат поселення | Клімат поселення | Клімат поселення | Клімат поселення |
| Показник                                      | Січ.             | Лют.             | Бер.             | Квіт.            | Трав.            | Черв.            | Лип.             | Серп.            | Вер.             | Жовт.            | Лист.            | Груд.            |                  |
| Середній максимум, °C                         | 6,10             | 8,05             | 12,48            | 16,83            | 21,61            | 24,69            | 24,09            | 23,42            | 19,57            | 14,48            | 8,64             | 4,75             |                  |
| Середня температура, °C                       | −0,07            | 1,90             | 6,33             | 10,69            | 15,44            | 18,53            | 20,34            | 19,67            | 15,82            | 10,73            | 4,90             | 1,00             |                  |
| Середній мінімум, °C                          | −6,22            | −4,26            | 0,17             | 4,52             | 9,31             | 12,38            | 16,58            | 15,92            | 12,07            | 6,98             | 1,13             | −2,76            |                  |
| Норма опадів, мм                              | 52               | 50               | 63               | 69               | 80               | 102              | 89               | 93               | 94               | 93               | 93               | 68               |                  |
| Середньомісячна швидкість вітру, м/с          | 1.60             | 1.80             | 2.20             | 2.10             | 1.94             | 1.80             | 1.70             | 1.60             | 1.50             | 1.60             | 1.70             | 1.60             |                  |
| Середньомісячна сонячна радіація, кДж/м²·день | 4118             | 6851             | 10431            | 14906            | 18983            | 20820            | 21769            | 18936            | 13969            | 8621             | 4534             | 3324             |                  |
| --------------------------------------------- | ---------------- | ---------------- | ---------------- | ---------------- | ---------------- | ---------------- | ---------------- | ---------------- | ---------------- | ---------------- | ---------------- | ---------------- | ---------------- |
| Джерело:                                      |                  |                  |                  |                  |                  |                  |                  |                  |                  |                  |                  |                  |                  |